# Kosovo al Turkvision Song Contest
Il Kosovo ha partecipato a 2 edizioni del Turkvision Song Contest a partire dal 2013. La rete che cura le varie partecipazioni è l'RTK Television. Si ritira nel 2014 per poi tornare l'anno seguente. Si ritira nuovamente nell'edizione del 2020.

## Partecipazioni
- Primo posto
- Secondo posto
- Terzo posto
- Ultimo posto

| Anno                            | Artista         | Canzone               | Posizione | Punti | Note |
| ------------------------------- | --------------- | --------------------- | --------- | ----- | ---- |
| 2013                            | Ergin Karahasan | "Şu Prizen"           | 12        | 151   |      |
| Nessuna partecipazione nel 2014 |                 |                       |           |       |      |
| 2015                            | Tolga Kazaz     | "Sevmek Günah Midir?" | 14        | 141   |      |
| Nessuna partecipazione nel 2020 |                 |                       |           |       |      |